# 大矢茂
大矢 茂（おおや しげる、1949年2月22日 - ）は、日本の俳優、ミュージシャンである。
グループ・サウンズのバンド、ザ・ランチャーズのギタリスト。加山雄三主演で有名な「若大将シリーズ」の2代目若大将として「若大将対青大将」に出演。

## 人物・来歴
- 1949年：東京に生まれる。
- 1964年：加山雄三、喜多嶋瑛、喜多嶋修とザ・ランチャーズ（第2期）を結成。「加山雄三とザ・ランチャーズ」名義でシングル盤「ブラック・サンド・ビーチ」を発売。
- 1967年：慶応義塾大学入学。喜多嶋瑛、喜多嶋修、渡辺有三とザ・ランチャーズ（第3期）を結成、東芝音楽工業よりシングル「真冬の帰り道」でデビュー。
- 1968年：東宝映画「リオの若大将」で俳優としてデビュー。
- 1971年：ザ・ランチャーズ（第3期）を解散した。慶應義塾大学卒業。『若大将対青大将』では2代目「若大将」として出演。

## 主な出演作品
- 『リオの若大将』（東宝）、1968年
- 『ブラボー!若大将』（東京映画）、1970年
- 『社長学ABC』（東宝）、1970年
- 『続・社長学ABC』（東宝）、1970年
- 『喜劇 頑張れ!日本男児』（東宝）、1970年
- 『恋の大冒険』（オールスタッフ＝テアトル）、1970年
- 『俺の空だぜ!若大将』（東宝）、1970年
- 『ひらヒラ社員夕日くん』（東宝）、1970年
- 『喜劇 ドッキリ大逃走』（東京映画）、1970年
- 『若大将対青大将』（東宝）、1971年
- 『女房を早死にさせる方法』（東京映画）、1974年    ※1971年に作品は完成　お蔵入りしていた

## ディスコグラフィー

### シングル
- アダムとイヴのように（作詞：岩谷時子、作曲：村井邦彦、編曲：大野雄二）／掟にそむいて（作詞：岩谷時子、作曲：大矢茂、編曲：大野雄二）（1970年11月、東宝レコード、AS-1016）
- 心を君に捧げよう（作詞：橋本淳、作曲・編曲：筒美京平）／愛の潮騒（東宝レコード、AS-1047）